# Gringai
Los Gringai, también conocidos como Guringay, habitaban en el Valle del Hunter, Nueva Gales del Sur, Australia. Su territorio incluía áreas alrededor del río Williams, Barrington Tops, Dungog y Gloucester, lugares esenciales para su cultura y vida diaria.

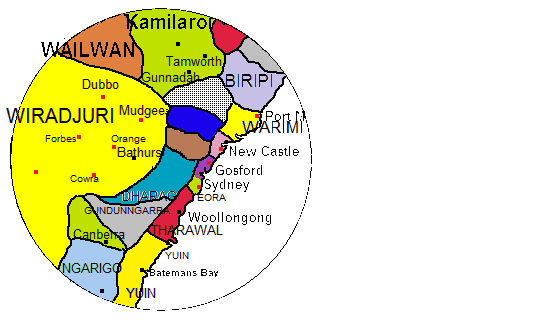
Territorios Tradicionales de las Tribus Aborígenes Australianas alrededor de Sídney, Nueva Gales del Sur

## Historia
Los Gringai enfrentaron numerosos desafíos tras la colonización europea. En la década de 1830, Wong-ko-bi-kan (Jackey) y Charley, dos individuos Gringai, fueron arrestados y sometidos a juicio. Wong-ko-bi-kan fue arrestado por haber herido mortalmente a John Flynn durante un conflicto en el campamento aborigen en el río Williams. Este incidente ocurrió cuando un grupo armado de colonos intentó arrestar a aborígenes por cazar ovejas. Wong-ko-bi-kan fue condenado por homicidio y deportado a Tasmania, donde murió en prisión en octubre de 1834.
Charley fue arrestado en mayo de 1835 por la muerte de cinco pastores convictos en Rawden Vale, Gloucester. Según el intérprete del juicio, Lancelot Threlkeld, Charley actuó en represalia después de que un inglés robara un talismán tribal y se lo mostrara a una mujer nativa, violando las leyes tribales. Charley fue sentenciado y ahorcado públicamente en Dungog. Las enfermedades introducidas, como la sífilis y el sarampión, también devastaron a la población Gringai, con 30 niños muriendo de sarampión en 1847.

## Vida Ceremonial
Los Gringai tenían una vida ceremonial rica, con ritos de iniciación como el keeparra. Documentos del siglo XIX de Walter John Enright y R.H. Mathews describen estos rituales. Un anillo de Bora utilizado en estas ceremonias estaba en Gresford.

## Personas Notables
Arabanoo es una figura notable entre los Guringay.